# Бряг Инглиш
Бряг Инглиш (на английски: English Coast) е част от крайбрежието на Западна Антарктида, в югозападния сектор на Земя Палмър, простиращ се между 73°20' и 73°40’ ю.ш. и 72° и 76° з.д. Брегът заема крайното югозападно крайбрежие на Земя Палмър, покрай южните брегове на море Белингсхаузен част от тихоокеанския сектор на Южния океан. На запад граничи с Брега Брайан на Земя Елсуърт, а на североизток – с Брега Раймил на Земя Палмер. Крайбрежието му е слабо разчленено, което е цялостно заето от шелфовия ледник Джордж VІ. Повсеместно е покрит с дебела ледена покривка, над която стърчат отделни оголени върхове и нунатаки от които към шелфовите ледници се спускат планински ледници.
Брега Инглиш е открит на 17 декември 1940 г. при полета на американските антарктически изследователи Артър Карол и Фин Роне, участници в американската антарктическа експедиция 1939 – 1941 г., ръководена от адмирал Ричард Бърд и е наименуван от колектива на Източната база на експедицията в чест на Робърт Инглиш (1888 – 1943), отговорен секретар на Антарктическата програма на САЩ през 1933 – 35 и 1939 – 41 г.